# Kunsthaus Dahlem
Das Kunsthaus Dahlem widmet sich der Kunst der deutschen Nachkriegsmoderne mit einem Schwerpunkt auf Skulpturen zwischen 1945 und 1961. Es wurde im Sommer 2015 eröffnet und hat seinen Sitz im für Arno Breker gedachten, von ihm aber kaum benutzten Atelier im Berliner Ortsteil Dahlem.

## Geschichte der Gebäude

### Staatsatelier
Der Bildhauer Arno Breker gehörte neben Josef Thorak zu den meistbeschäftigten Bildhauern in der Zeit des Nationalsozialismus und lieferte seit 1937 Bauplastiken für die Monumentalbauten Albert Speers. Speer war als Generalbauinspektor für die Reichshauptstadt (GBI) zuständig für die Umgestaltung Berlins zum nationalsozialistischen Machtzentrum. Von ihm ging die Initiative zum Bau einer Reihe von sogenannten Staatsateliers aus. Von diesen Planungen wurde nur das Staatsatelier für Arno Breker in Dahlem realisiert. Die Architekturpläne lieferte Hans Freese, die Arbeiten führte der Lichterfelder Bauunternehmer Carl Burchardt aus. Das Atelier wurde 1942 fertig gestellt und wurde ab 1943 kurzzeitig seinem Zweck entsprechend benutzt, das Wohnhaus wurde als Folge der zunehmenden Kampfhandlungen im Zweiten Weltkrieg nicht vollendet. Beim Bau kam es zu Konflikten zwischen Albert Speer und der Bauaufsicht, die in Dahlem eine Waldsiedlung im „Heimatschutzstil“ bauen wollte und sich gegen die Bauweise aus gelbem Rüdersdorfer Ziegel aussprach. Mit Hinweis auf die besondere Zweckbestimmung des Atelierbaus setzte sich Speer über den Einwand der Baupolizei hinweg.
Schon vor der offiziellen Fertigstellung des Ateliergebäudes im Februar 1942, empfing Breker im November 1941 im Mittelsaal erste Gäste. Im Rahmen eines vom NS-Propagandaministerium organisierten Deutschlandbesuchs besichtigte u. a. eine Gruppe französischer Künstler das Gelände. Breker selbst nutzte das Atelier allerdings nur sporadisch bzw. für kurze Zeit. Als Folge der zunehmenden Bombenangriffe wurde das Schloss Jäckelsbruch sein Hauptatelier.

### Atelier-Ostflügel
Nach dem Ende des Krieges und der Aufteilung Berlins in vier Sektoren gehörte Dahlem zum Bereich der US-amerikanischen Besatzungsmacht, die den Komplex Käuzchensteig bis 1946 für ihre Zwecke nutzte. Die Immobilie fiel dann in den Besitz des Berliner Senats. Dieser vermietete den Ostteil des Ateliergebäudes zusammen mit der Hausmeisterwohnung im Februar 1949 an den Bildhauer Bernhard Heiliger, der ein Schüler von Breker war und zuvor schon mit ihm zusammen gearbeitet hatte. In diesen Räumen lebte und arbeitete Heiliger bis zu seinem Tod im Jahr 1995.

### Atelier-Mittelbau
Der Mittelteil des Atelierhauses diente zunächst als Ausbildungszentrum der Berliner Steinmetzinnung und als Lagerraum für Filmrequisiten. Im Jahr 1964 fand der Senat mit dem italienischen Maler und Bildhauer Emilio Vedova einen Mieter für das Mittelatelier. Nachdem Vedova seine Holztafelbilder Absurdes Berliner Tagebuch vollendet hatte, kehrte er nach Kassel zurück. Das Atelier ließ der Senat 1972 durch den Architekten Rolf Niedballa mittels Zwischendecke und Trennwände in acht kleine Ateliers umbauen, die über den Deutschen Akademischen Austauschdienst an internationale Künstler vermietet wurden. Später bekannte Persönlichkeiten wie der französische Künstler Jean Ipoustéguy oder László Lakner und viele andere arbeiteten hier.

### Atelier-Westflügel
Im westlichen Teil des Ateliergebäudes waren ursprünglich das Gips- und das Steinatelier untergebracht. Hier wohnten von etwa 1949–1981 der Bildhauer Christian Theunert und das Künstlerehepaar Bautz. Der Künstler Wolf Vostell nutzte das frühere Steinatelier dann bis zu seinem Tod im Jahr 1998. Das Gipsatelier diente dagegen Jimmie Durham und seiner Frau, der brasilianischen Fotografin Maria Thereza Alves bis zum Jahr 2005. Im Jahr 2006 zog die Künstlerin und Hochschuldozentin Elfie Fröhlich in das Atelier.

### Wohnhaus
Auf der Grundfläche des geplanten Wohnhauses wurde bis 1943 lediglich der Keller verwirklicht. Auf diesem Baugrund entstand im Auftrag des Senats bis 1967 das Brücke-Museum, mit dem das Kunsthaus Dahlem zukünftig verstärkt kooperieren will.

## Geschichte und Beschreibung

### Gründung
Die Gründung geht auf eine Initiative des damaligen Regierenden Bürgermeisters und Kultursenators Klaus Wowereit zurück, der zugleich Mitglied des Stiftungsrates der Bernhard-Heiliger-Stiftung war. Marc Wellmann, Stiefsohn von Bernhard Heiliger und von 2005 bis 2015 Vorstandsmitglied der Stiftung, entwickelte daraufhin ein Konzept, in dem ein Museum mit der Aufarbeitung des Heiliger-Nachlasses verbunden wurde. Der Kulturausschuss des Berliner Abgeordnetenhauses fasste im Jahr 2013 den Beschluss, den gesamten Atelierkomplex der Atelierhaus Dahlem gGmbH, einer Tochtergesellschaft der Bernhard-Heiliger-Stiftung, für den Betrieb eines Ausstellungshauses mit inhaltlichem Schwerpunkt auf die deutsche Nachkriegsmoderne zu überlassen. Zur Renovierung und für den Umbau der Gebäude stellte die Lottostiftung 1,2 Millionen Euro zur Verfügung. Im Juni 2015 wurde das Kunsthaus Dahlem eröffnet. Der Senat stellt für die Arbeit des Kunsthauses einen jährlichen Betrag von anfänglich rund 230.000 Euro bereit. Da die Atelierhaus Dahlem gGmbH das Haus vom Land Berlin nur gemietet hat, wird der größere Teil der Zuwendungen hierfür ausgegeben.

### Ausstellungsräume
Im Hauptsaal des Kunsthaus Dahlem werden Skulpturen der Berliner Nachkriegsgeschichte ausgestellt. Im Ostflügel zeigt das Museum Werke von Bernhard Heiliger, der hier sein Atelier hatte. Auf einer für das Kunsthaus Dahlem neu erbauten Empore im Hauptraum werden Wechselausstellungen auch zu Malerei und Grafiken von Künstlern der Nachkriegsmoderne in Berlin präsentiert.

### Der Skulpturengarten
Das Museum ist von einem großen naturbelassenen Garten umgeben. Dieser wird heute als Skulpturenpark genutzt, in dem über 20 Werke des Bildhauers Bernhard Heiliger die Bandbreite seines künstlerischen Schaffens dokumentieren.